# Pastra
Pastra (griechisch Πάστρα (f. sg.)) ist eine Ortsgemeinschaft im Gemeindebezirk Elios-Proni der Gemeinde Argostoli im Süden der griechischen Insel Kefalonia. Sie umfasst neben dem namengebenden Dorf noch die Siedlung Kremmydi mit 40 Einwohnern.

## Einwohner
| Jahr | Einwohner |
| ---- | --------- |
| 1981 | 245       |
| 1991 | 200       |
| 2001 | 175       |
| 2011 | 133       |